# John McEnroe
John Patrick McEnroe, Jr. (sinh 16 tháng 2 năm 1959) là cựu vận động viên quần vợt chuyên nghiệp số một thế giới đến từ Hoa Kỳ. Trong suốt sự nghiệp của mình, ông thắng bảy giải danh hiệu đơn Grand Slam (ba tại Wimbledon và bốn tại US Open), chín giải đánh đôi nam Grand Slam, và một giải đánh đôi hỗn hợp Grand Slam.

## Video
- The Wimbledon Collection - Legends of Wimbledon - John McEnroe Standing Room Only, DVD Release Date: 21 tháng 9 năm 2004, Run Time: 52 phút, ASIN: B0002HOD9U
- The Wimbledon Collection - The Classic Match - Borg vs. McEnroe 1981 Final Standing Room Only, DVD Release Date: 21 tháng 9 năm 2004, Run Time: 210 phút, ASIN: B0002HODAE
- The Wimbledon Collection - The Classic Match - Borg vs. McEnroe 1980 Final Standing Room Only, DVD Release Date: 21 tháng 9 năm 2004, Run Time: 240 phút; ASIN: B0002HOEK8
- Charlie Rose with John McEnroe (4 tháng 2 năm 1999) Charlie Rose, DVD Release Date: 18 tháng 9 năm 2006, ASIN: B000IU3342